# Hinrich Janssen
Hinrich Janssen (* 17. März 1697 in Hofswürden bei Eckwarden; † 19. Juli 1737 ebenda) war ein deutscher Bauer und Lyriker.

## Leben
Janssens Eltern waren der wohlhabende Bauer Johann  Hinrichs († nach  1717) und dessen Ehefrau Nanne. Auf ihrem Bauernhof in Butjadingen aufgewachsen, besuchte Janssen ab 1713 das  Mariengymnasium Jever und ab 1716 das nachmalige GutsMuths-Gymnasium in  Quedlinburg. Als die Weihnachtsflut 1717 mit vielen Deichbrüchen die Halbinsel zwischen der Weser- und der Jademündung zerstört hatte, holte ihn der Vater nach Hause. Die Schule musste er abbrechen und die Studienpläne aufgeben. Er übernahm bald darauf den väterlichen  Hof und heiratete am 17. Februar 1724 die  Bauerntochter Metta Behrens aus Eckwarden. Nach  Überwindung der ärgsten wirtschaftlichen Schwierigkeiten bemühte sich der begabte Janssen, seine Kenntnisse im Selbststudium zu erweitern und Anschluss an die akademische Bildungsschicht der Region zu  finden. Die bäuerliche wie die gebildete Umwelt beargwöhnte diesen „Hang zu Höherem“. Bekannt wurde Janssen mit dem Preislied »Leid-Cypressen und Freuden-Palmen bey Königs Friederich des Vierten Tode, und Königs Christians des Sechsten Antritt der Regierung« (1730). Es soll Christian VI. (Dänemark und Norwegen) als Grafen von Oldenburg bewogen haben, auf die weitere Rückzahlung der für die Instandsetzung der Deiche geliehenen Gelder zu verzichten. Durch  den  Erfolg  bestätigt  und  ermutigt, verfasste Janssen in den folgenden Jahren zahlreiche Gedichte auf hochstehende Zeitgenossen,  Hochzeitsgedichte, geistliche Lieder, plattdeutsche Verse und Spottgedichte auf seine missgünstigen Nachbarn.
Janssen las Vergil, Ovid, Plinius den Jüngeren, Petrus Lotichius Secundus und den Zeeländer Jacob Cats. Er schrieb niederländische und  niederdeutsche Verse. Seelen- und schicksalsalsverwandt sah er sich mit Horaz und Hans Sachs. Erfolgreich war die »Ode auf den kunstreichsingenden Papagay«. In diesem Hausgenossen des Gutes Hahn erkannte Janssen sich wieder. Seine Gelegenheitsgedichte entwickeln sich aus Lamentos zu Grotesken. So können Hochzeitsgedichte von Tod und Teufel handeln. Er fand rasch  Förderer,  die sich des  „Land- und  Feldpoeten“  annahmen, und  konnte nach  1732  auch einzelne  Gedichte in  verschiedenen Zeitschriften veröffentlichen.

„In  seinen  Gelegenheitsdichtungen entwickelte er durchaus persönliche Stilzüge. Er belebte die  tradierte  barocke  Polarität  des Höfischen und Antihöfischen durch die bitteren Erfahrungen der eigenen Lebenssituation. Er  litt zeitlebens  unter dem  Zwiespalt, daß  er durch seine Bildung aus der bäuerlich-dörflichen  Umgebung  herausgehoben und ihr  entfremdet wurde, ohne je doch in der von ihm umworbenen Bildungsschicht Fuß fassen zu können. Für seine Gönner blieb er stets ein  Kuriosum. Der  ständig unter wirtschaftlichen Sorgen leidende  Janssen starb nach längerer Krankheit bereits  in seinem   41. Lebensjahr. Seine Gedichte  wurden erst vierzig Jahre später von  seinem  Sohn,  dem  Pastor Johann  Hinrich Janßen  (1731–1781), herausgegeben.“

## Werke
- Sämtliche Gedichte, 1768, 1864